# Edward Adelbert Doisy
Edward Adelbert Doisy (Hume, 3 novembre 1893 – St. Louis, 23 ottobre 1986) è stato un biochimico statunitense, tra i maggiori ricercatori nel campo degli ormoni, delle vitamine e degli antibiotici.
Nel 1943, con Henrik Carl Peter Dam ebbe il premio Nobel per la medicina e la fisiologia come scopritore della formula chimica della vitamina K che ne permise la sintesi.

Di grande importanza furono anche le sue ricerche sugli ormoni sessuali.
Nel 1923, con Edgar Allen, ideò il primo metodo biologico di dosaggio degli estrogeni (ormoni femminili), noto come test di Allen-Doisy.

Nel 1929 scoprì l'estrone, ossia uno degli estrogeni.

Nel 1935, con i suoi collaboratori, isolò un altro estrogeno, l'estradiolo (10 milligrammi da ben 4 tonnellate di ovaie di scrofe) e ne determinò la struttura chimica.
Doisy fece quasi tutta la sua carriera e giunse alle sue scoperte nel laboratorio di biochimica della Saint Louis University.